# Estadio Monumental Banco Pichincha
Das Estadio Monumental Banco Pichincha ist ein Fußballstadion in der ecuadorianischen Stadt Guayaquil. Es ist die Heimstätte des Fußballvereins Barcelona SC Guayaquil.
Der Fußballverband Federación Ecuatoriana de Fútbol gibt offiziell eine Stadionkapazität von 57.267 Zuschauern an.

## Geschichte

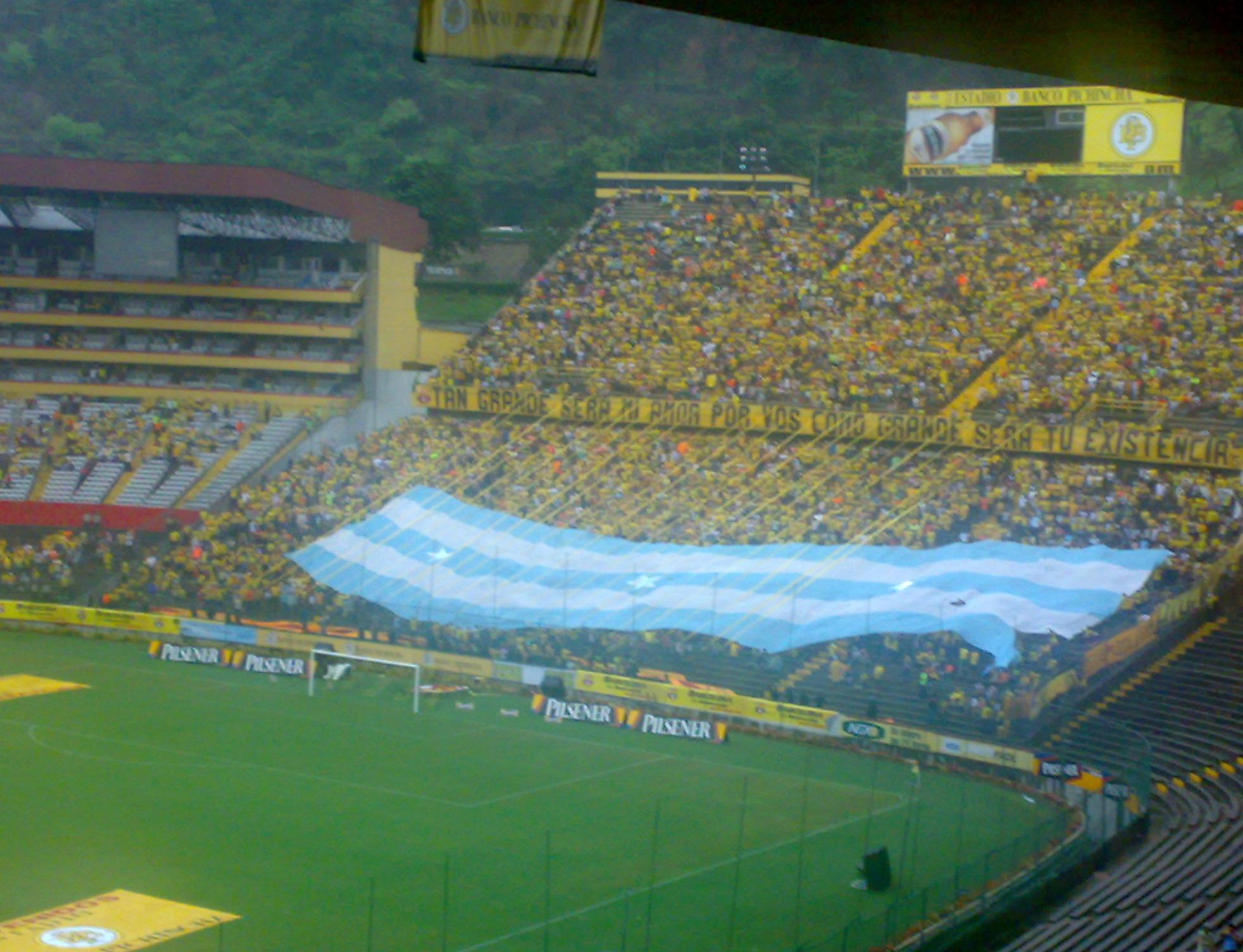
Estadio Monumental Banco Pichincha

Das Estadio Monumental Banco Pichincha wurde im Jahre 1987 auf Initiative von Isidro Romero Carbo, dem Präsidenten vom Barcelona SC Guayaquil, gebaut. Dieser wollte ein eigenes Stadion für seinen Club, der zuvor im Estadio Modelo Alberto Spencer Herrera zusammen mit einigen anderen Vereinen gespielt hatte. Am 27. Dezember 1987 erfolgte dann die Eröffnung des Stadions. Das erste Spiel im neuen Stadion fand statt zwischen der Mannschaft von Barcelona SC Guayaquil und dem FC Barcelona aus Spanien. Die Spanier gewannen das Spiel mit 1:0. Bei diesem Spiel waren viele berühmte südamerikanische Fußballspieler dabei, unter anderem auch Brasiliens dreifacher Weltmeister Pelé, der dieses Stadion für eines der schönsten der Welt hielt.

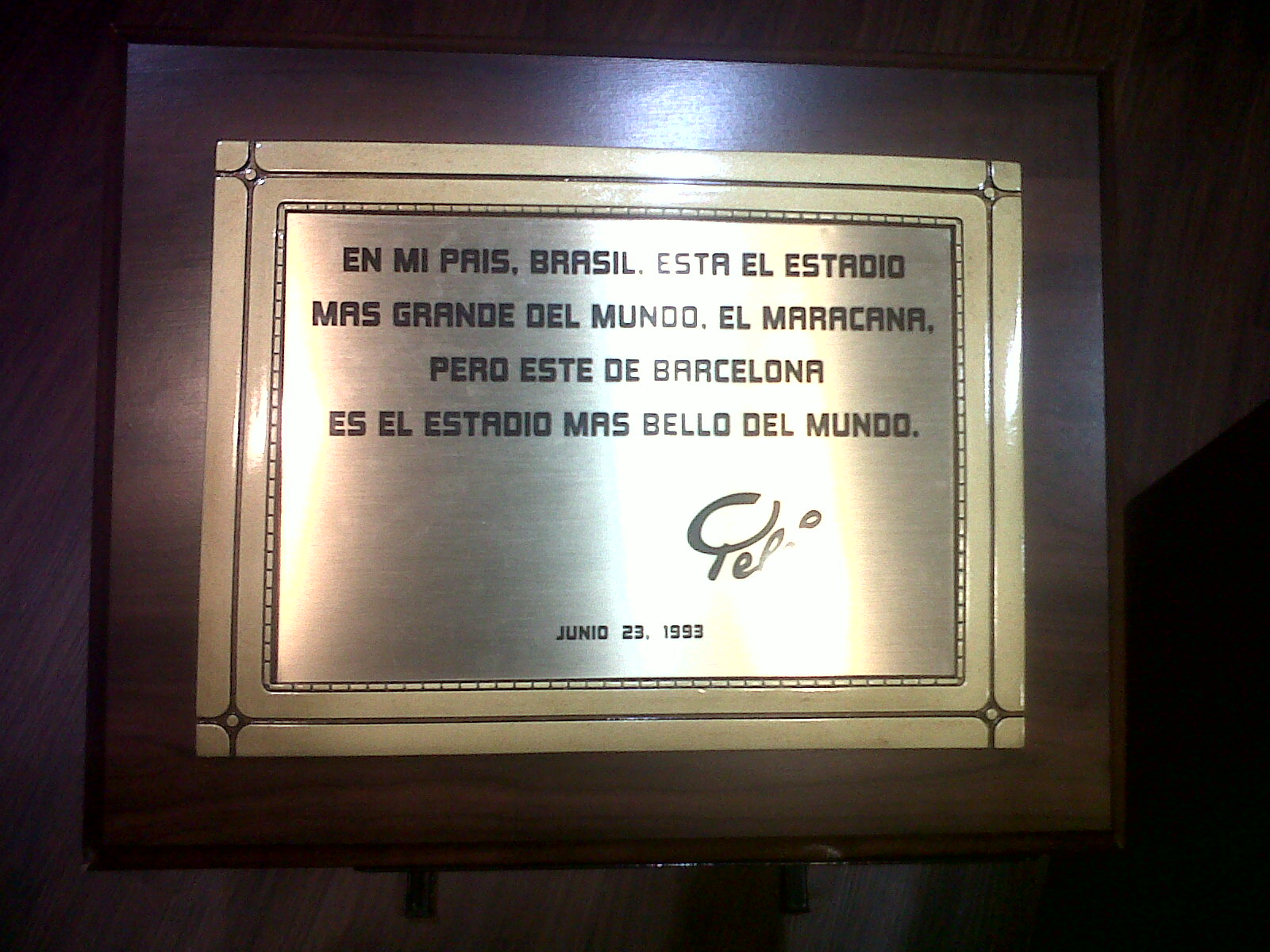
Plakette mit Pelés Zitat

Se o Maracanã é o maior estádio do mundo, o Monumental é um dos mais belos.

„Wenn Maracanã das größte Stadion der Welt ist, ist Monumental eines der schönsten in der Welt“

Im Januar 2008 verkaufte der Präsident von Barcelona SC, Eduardo Maruri, die Rechte am Stadion an die Banco del Pichincha, die Nationalbank von Ecuador, da dies ein wenig Geld in die Kassen des Vereins spülen würde. Seitdem hat das Stadion seinen heutigen Namen Estadio Monumental Banco Pichincha, nachdem es zuvor nach seinem Bauherren, Isidrio Romero Carbo, benannt war und Estadio Monumental Isidro Romero Carbo hieß.
Seit 1987 wird das Estadio Monumental Banco Pichincha von dem Verein Barcelona SC Guayaquil genutzt. Barcelona SC wurde bisher 13 Mal ecuadorianischer Meister und ist damit Rekordmeister des Landes. Auch gewann der Verein fünfmal den Supercup von Guayaquil, bei dem die Mannschaften aus Guayaquil einen Stadtmeister ermitteln. Zweimal erreichte Barcelona SC auch das Finale der Copa Libertadores, jedoch scheiterte man sowohl 1990 gegen Club Olimpia aus Paraguay, als auch 1998 gegen CR Vasco da Gama aus Brasilien. Auch fanden im Estadio Monumental Banco Pichincha schon viele Länderwettkämpfe statt. Unter anderem wurden vier Spiele der Copa América 1993, deren Ausrichtung sich Ecuador sichern konnte, in diesem Stadion ausgetragen. Auch das Finale, in dem sich Argentinien mit 2:1 gegen Mexiko den Titel sicherte, fand im größten Fußballstadion Ecuadors statt. Die ecuadorianische Fußballnationalmannschaft bestritt zudem schon zahlreiche Länderspiele hier. Auch war dieses Stadion einer der Austragungsorte der U-17-Fußball-Weltmeisterschaft 1995, bei der Ghana Weltmeister wurde.